# آلکساندر آموت کیلده
آلکساندر آموت کیلده (نروژی: Aleksander Aamodt Kilde؛ زادهٔ ۲۱ سپتامبر ۱۹۹۲) اسکی‌باز آلپاین اهل نروژ است. آموت کیلده قهرمان نوجوانان جهان در سال 2013 در کانادا شد. وی همچنین در مسابقات قهرمانی ملی نروژ در سوپر-جی دوم شد. او اولین حضورش در جام جهانی را در اکتبر 2012 انجام داد. در نهایت پس از مصدومیت پایان فصل در ژانویه 2021 نتوانست از عنوان قهرمانی خود دفاع کند و بازنشسته شد.